# André Laignel

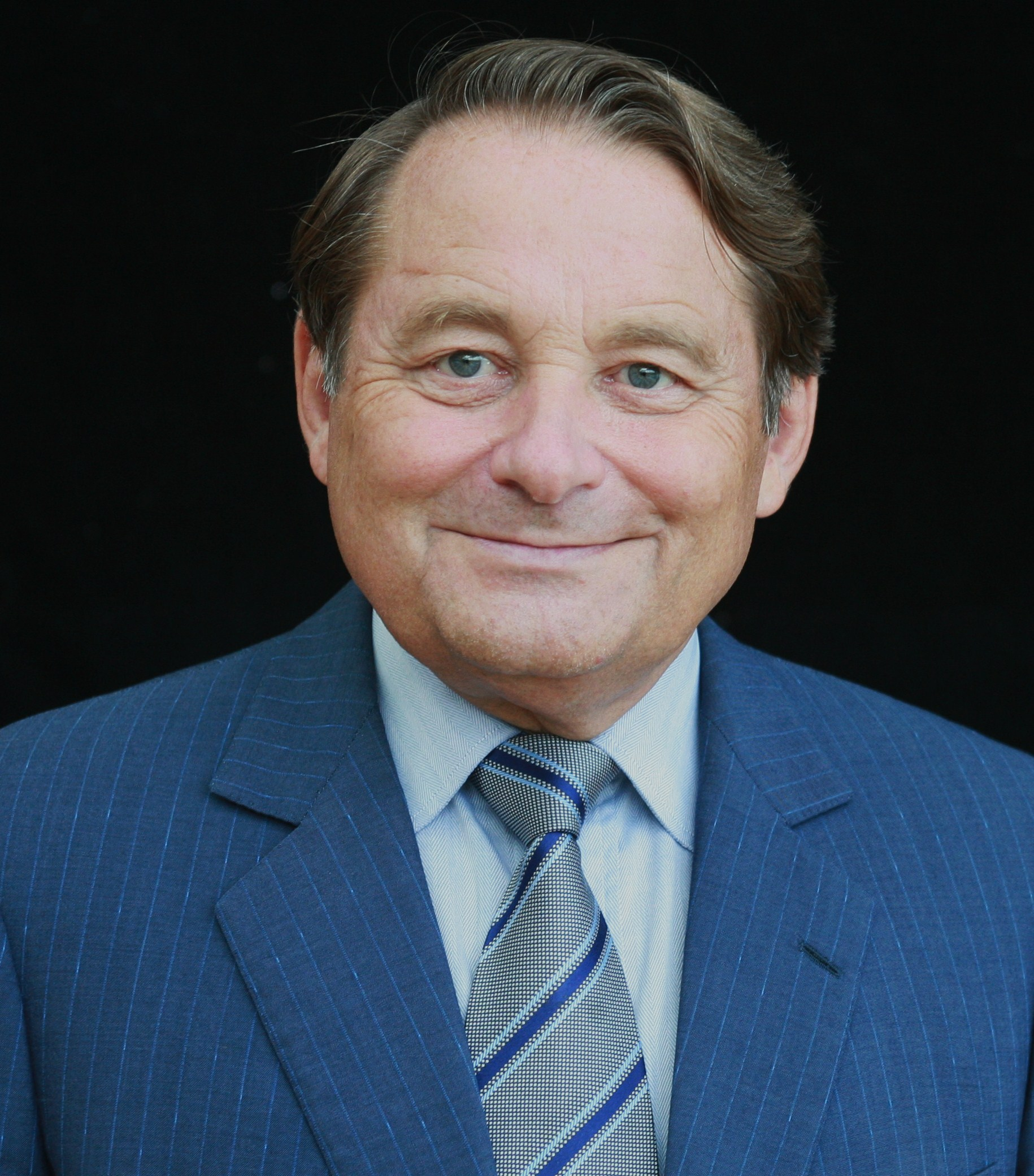
Andé Laignel

André Laignel (* 4. Dezember 1942 in Paris) ist ein französischer Politiker der Parti socialiste.

## Leben
Laignel ist seit März 1977 Bürgermeister der Stadt Issoudun (südwestlich von Bourges), von 2001 bis 2012 war er Generalsekretär der französischen Organisation Association des maires de France (AMF), der Interessenvertretung der französischen Bürgermeister.
Vom 2. Juli 1981 bis 14. Mai 1988 war Laignel Abgeordneter in der Nationalversammlung. Von 1988 bis 1993 war er Staatssekretär in den Regierungen von Michel Rocard und Édith Cresson. Laignel war von 1994 bis 2009 Abgeordneter im Europäischen Parlament. 